# Língones

A fronteira do Reno durante em 70, mostrando a localização dos língones. O território romano está hachurado.

Língones ou Lingões (em latim: Lingones) era uma tribo celta que vivia originalmente na Gália perto das nascentes dos rios Sena e Marna. Alguns deles atravessaram os Alpes e se assentaram perto da foz do rio Pó na Gália Cisalpina por volta de 400 a.C. Este grupo era parte de uma onda migratória de tribos celtas que incluía também os boios e os sênones. É possível que os língones tenham participado do saque de Roma em 387 a.C.

## História
Os língones galeses já estavam completamente romanizados no século I a.C.. Eles viviam em uma sociedade rica e urbanizada na região das modernas cidades de Langres e Dijon, inclusive cunhando suas próprias moedas. Contudo, eles acabaram envolvidos na Revolta dos Batavos (69 d.C.) segundo Tácito.
O estrategista Sexto Júlio Frontino, autor do "Strategematicon", o mais antigo livro-texto militar romano sobrevivente, menciona os lingones entre seus exemplos de táticas militares de sucesso:
| “ | Na guerra travada sob os auspícios do imperador césar Domiciano Augusto Germânico e iniciada por Júlio Civil na Gália, a riquíssima cidade dos língones, que se revoltara com Civil, temia ser saqueada pelo exército do césar que se aproximava. Mas quando, ao contrário da expectativa, os habitantes se viram ilesos e nada perderam de suas propriedades, eles retomaram sua antiga lealdade e entregaram a mim setenta mil homens. | ” |

A "riquíssima cidade dos Língones" era sua capital, Andemantuno (Andemantunnum), que depois seria chamada de Língones e, finalmente, Langres, na moderna região de Alto Marna, na França. Ela foi construída num promontório sobre o rio Marna e ainda preserva um pouco de suas fortificações medievais, de onde se tem uma vista panorâmica do vale do Marna, do platô de Langres e dos Vosges. A Catedral de São Mamas, construída em estilo romanesco burgúndio para a antiga diocese que era chamada de Língonas (Lingonae; "dos lingones") e rivalizava com Dijon. Três de seus bispos foram martirizados durante a invasão dos vândalos por volta de 407.
Na Britânia romana, duas coortes de língones, provavelmente alistada entre os língones que permaneceram em sua região natal, aparecem em registros epigráficos (inscrições dedicatórias e selos em telhas) dos séculos II e III.